# Belagerung von Perth
Schlachten des Ersten Schottischen Unabhängigkeitskrieges

Berwick – Dunbar – Stirling Bridge – Falkirk – Roslin – Stirling Castle – Methven – Dalry – Glen Trool – Loudoun Hill – Inverurie – Brander – Perth – Bannockburn – Berwick – Berwick – Myton – Byland – Weardale
Schlachten des Zweiten Schottischen Unabhängigkeitskrieges

Kinghorn – Dupplin Moor – Annan – Berwick – Halidon Hill – Boroughmuir – Culblean – Neville’s Cross
Die Belagerung von Perth erfolgte während des Ersten Schottischen Unabhängigkeitskriegs. Nach jahrelanger Belagerung eroberten in der Nacht vom 7. auf den 8. Januar 1313 schottische Truppen die von einer englischen Garnison verteidigten Stadt Perth.

## Vorgeschichte
Perth gehörte zu Beginn des 14. Jahrhunderts zu den wichtigsten schottischen Städten. Nach Beginn der Rebellion von Robert Bruce gegen die englische Herrschaft in Schottland hatte der englische Kommandant Aymer de Valence am 18. Juni 1306 die Stadt besetzt. Robert Bruce versuchte, die Stadt zu erobern und wollte sich mit seinen Anhängern den englischen Truppen zur Schlacht stellen. Er wurde jedoch in der folgenden Schlacht bei Methven geschlagen und konnte mit nur wenigen Anhängern flüchten. Ab 1307 konnte er jedoch Stück für Stück Schottland zurückerobern. Nach 1308 war Perth eine der wenigen Festungen, die die Engländer nördlich des Tay hielten. Die Stadt war von den Engländern ab 1304 mit einer steinernen, mit Türmen verstärkten Mauer stark befestigt worden. Im Osten grenzte die Stadt an den Tay, auf den anderen Seiten umschloss ein Wassergraben die Stadt. Während des Feldzugs des englischen Königs Eduard II. nach Schottland von 1310 bis 1311 erreichte im Februar 1311 der englische Adlige Piers Gaveston mit seinen Truppen die Stadt und verstärkte die Garnison. Spätestens seit Oktober 1311 war William Oliphant, der frühere Verteidiger von Stirling Castle, Kommandant der starken Besatzung, die zu einem Großteil aus dem englischen König gegenüber loyalen Schotten bestand. Im Oktober 1311 schickte Oliphant jedoch einen Bericht von der bedrückenden Lage der Besatzung der isolierten Festung an die englische Regierung.

## Eroberung der Stadt durch einen nächtlichen Überraschungsangriff
Im Frühjahr 1312 eroberten die Schotten Dundee, womit Perth seinen freien Zugang zum Meer verlor und die Garnison nicht mehr durch Schiffe versorgt werden konnte. Der Kommandant Oliphant schilderte Ende 1312 in einem weiteren Bericht die Situation der Besatzung als geradezu hoffnungslos. Robert Bruce wandte sich nach dem gescheiterten Überraschungsangriff auf Berwick im Dezember 1312 der Eroberung von Perth zu, das seit November 1312 von schottischen Truppen belagert wurde. Anfang Januar 1313 hob der König die Belagerung auf und zog mit seinen Truppen ab. Dies machte die englischen Wachen vermutlich nachlässig, denn die Schotten unternahmen in der Nacht vom 7. auf den 8. Januar 1313 einen Überraschungsangriff. Im Schutz der Dunkelheit durchwateten die leichtgerüsteten schottischen Soldaten den Wassergraben. Dabei soll der König zur Verwunderung eines am Angriff beteiligten französischen Ritters in der ersten Reihe durch das eiskalte Wasser gegangen sein. Mit Hilfe von Leitern und Strickleitern erklommen die Schotten die Stadtmauer, wobei der König als zweiter die Mauerkrone erreichte. Die überrumpelte Besatzung ergab sich fast kampflos. Mehrere schottische Adlige, die in englischen Diensten standen, gerieten in Gefangenschaft, vor allem neben dem Kommandanten William Oliphant auch der Earl of Strathearn sowie Sir Alexander Abernethy. Der übrigen Besatzung wurde freier Abzug erlaubt. Allerdings ließ der König einige führende schottische Bürger der Stadt hinrichten. Ob der König aber wirklich in der ersten Reihe kämpfte, gilt nach anderen Historikern als unwahrscheinlich. Vermutlich hatte David Strathbogie entscheidenden Anteil an der Eroberung, denn der König belohnte ihn kurz darauf mit reichen Besitzungen in Perthshire. Da Strathbogie aber im nächsten Jahr Bruce wieder verriet, verschwiegen die Chronisten seine Rolle bei Perth und erklärten stattdessen, dass der König selbst die Führung der Eroberung hatte.

## Folgen
Die Eroberung von Perth war ein weiteres Beispiel dafür, wie die Schotten zwischen 1308 und 1314 zahlreiche von den Engländern besetzte Städte und Burgen eroberten. Wenn die Festungen nicht ausgehungert werden konnten, mussten sich die Schotten dabei auf Überraschungsangriffe verlassen, da sie über keine technisch anspruchsvollen Belagerungsmaschinen und deren erfahrene Bedienungen verfügten. Wie bei anderen zuvor eroberten Burgen und Städten ließ Bruce die Befestigungen von Perth schleifen. Einen Monat nach der Eroberung von Perth ergab sich im März 1313 die ausgehungerte Besatzung von Dumfries, und vermutlich ergaben sich wenig später Caerlaverock, Buittle Castle und weiteren kleineren Burgen. Damit hatte Robert Bruce seit 1308 bis auf wenige stark befestigte Burgen fast alle befestigten Plätze in Schottland zurückerobert. Die Eroberung dieser großen Anzahl von Burgen war eine der größten militärischen Operationen der britischen Geschichte.